# Campionatul Național de Fotbal al României 1921-1922
Sezonul 1921-1922 al Campionatului Național a fost cea de-a zecea ediție a Campionatului de Fotbal al României. Chinezul Timișoara a devenit campioană pentru prima oară în istoria sa.
Deși acesta a fost al zecelea sezon al campionatului României, el a fost primul la care au concurat echipe de pe tot teritoriul României Mari. Competiția s-a disputat în sistem regional, ea fiind împărțită în șapte regiuni cu întreceri proprii: București, Arad, Timișoara, Cluj (incluzând și Târgu Mureș), Brașov + Sibiu, Oradea și Cernăuți. Învingătoarele celor sapte turnee s-au înfruntat în sistem eliminatoriu în faza națională.

## Faza națională

### Sferturi de finală
| necunoscut | Polonia Cernăuți | 0 – 1 | Unirea Tricolor | Cernăuți |
| necunoscut |                  |       |                 | Cernăuți |

|  | Chinezul | 3 – 0 neprezentare | SG Sibiu |  |
|  |          |                    |          |  |

| 27 august 1922 | Stăruința Oradea | 2 – 2 | Victoria Cluj | Oradea |
| 27 august 1922 |                  |       |               | Oradea |

Rejucare
| 6 septembrie 1922 | Victoria Cluj | 2 – 0 | Stăruința Oradea | Cluj |
| 6 septembrie 1922 |               |       |                  | Cluj |

### Semifinale
| 10 septembrie 1922 | Chinezul | 2 – 1 | AMEF Arad | Timișoara |
| 10 septembrie 1922 |          |       |           | Timișoara |

| 10 septembrie 1922 | Victoria Cluj | 3 – 0 neprezentare | Unirea Tricolor | Cluj |
| 10 septembrie 1922 |               |                    |                 | Cluj |

### Finala
| 17 septembrie 1922 | Chinezul                                    | 5 – 1 | Victoria Cluj | Timișoara Spectatori: 3.500 Arbitru: E.Strasser (jucător CA Oradea) |
| 17 septembrie 1922 | Matek 15', 54', 60' Tanzer 20' Frech II 65' |       | 27' Cipcigan  | Timișoara Spectatori: 3.500 Arbitru: E.Strasser (jucător CA Oradea) |

| Câștigătorii Campionatului Național ediția 1921/1922 |
| ---------------------------------------------------- |
| Chinezul Timișoara Primul Titlu                      |